# Longitudinal Timecode
Longitudinal (oder Linear) Timecode (LTC), sprich "lit-si", ist eine Timecode-Art, die auf gewissen Magnetbändern (z. B. SVHS) längs des Bandes aufgezeichnet wird. Meist wird dafür eine Audiospur geopfert. 
Die Vorteile von LTC sind, dass er, im Gegensatz zu Vertical Interval Timecode (VITC), auch während eines schnellen Bandvorlaufs ausgelesen werden kann und er auch nachträglich aufzuzeichnen ist.
Der Nachteil von LTC ist, dass er im Standbild oder während des langsamen Bandvorlaufs nicht ausgelesen werden kann, was bei VITC möglich ist.
In der Tontechnik spielt LTC eine Schlüsselrolle bei der Synchronisation zwischen mehreren analogen Bandmaschinen oder einer Bandmaschine und einer Digital Audio Workstation (DAW).
Ein oder mehrere Geräte werden als "Slave" einem "Master" untergeordnet. Sie gehen auf der Zeitleiste möglichst zeitnah den Bewegungen und Aktionen des Masters nach.
Nach demselben Prinzip verfährt man auch bei der Synchronisierung von Bandmaschinen, Sequenzern, DAWs und Filmprojektoren.